# El Mene (paroisse civile)
Pour les articles homonymes, voir El Mene.
El Mene est l'une des quatre paroisses civiles de la municipalité de Santa Rita dans l'État de Zulia au Venezuela. Sa capitale est El Mene.